# Tito Mundt
Santiago Mundt Fierro (Santiago, 4 de marzo de 1916-Santiago, 10 de junio de 1971), más conocido como Tito Mundt, fue un periodista, escritor y actor chileno, considerado uno de los grandes cronistas de la segunda mitad del siglo XX y el primer reportero internacional en la historia del periodismo local. Fue galardonado con el Premio Nacional de Periodismo, mención Crónica en 1956.

## Biografía
Nacido en el seno de una familia de inmigrantes alemanes,[cita requerida] realizó sus estudios en el Liceo Alemán de Santiago y en el Liceo de Aplicación. En 1933 ingresó a la facultad de Derecho de la Universidad de Chile pero solo se mantuvo en ella durante tres años.
Motivado por sus inquietudes sociales y la coyuntura política propia de la época ingresa al Movimiento Nacional-Socialista de Chile, partido político que lideró un proyecto antidemocrático, antiliberal, y autoritario inspirado en el fascismo italiano y el nazismo alemán, aunque desprovisto del racismo de este último. Este contaba con el periódico "Trabajo", donde Mundt ejerce por primera vez labores periodísticas.
La experiencia que vivió en esa época la dejó plasmada en su libro "Las Banderas Olvidadas". 
Después de esa aventura política se dedicó de lleno al periodismo y, aunque concentrando su labor en revistas y diarios tanto nacionales como extranjeros, parece no haber dejado algunas ideas fascistas, pues en 1965 escribe en uno de sus libros: 

Mussolini quiso hacer de Italia una gran potencia, una nación de primera línea, una especie de nuevo Imperio Romano entre el 22 y el 45, pero le fallaron el material, la arcilla, el ladrillo, el mármol y el cemento (...) Mussolini murió de pie. Murió junto a Clara Petacci, fusilado por un pueblo que le quedó demasiado chico; pero en mi último viaje, en 1960, a Italia, me di cuenta de que es recordado aún por los bambini de Italia, los estudiantes universitarios, los antiguos soldados, los veteranos de dos guerras, los cocheros de la Plaza Colonna, los guardias que se pasean cerca de la Fontana de Trevi y en algunas calles sombrías de Milán, Pisa, Florencia y Napóles.
Yo lo conocí (1965)

Su labor lo llevó a viajar por diferentes países del mundo, incluyendo la Unión Soviética, China, Francia, Estados Unidos y el Reino Unido, donde tuvo contacto con importantes figuras de la época como el futuro presidente John F. Kennedy.
Trabajó en diferentes medios. En la prensa escrita su labor principal quedó registrada en los diarios Las Últimas Noticias, La Tercera, Extra y Sensación; Como también en las revistas Sucesos, Zig-Zag, Topaze, Rosita, Margarita, Eva, Vea y Pobre Diablo. Participó también en Radio Corporación, Radio Yungay, Radio Del Pacífico, Radio Bulnes, Radio Magallanes, Radio Cooperativa y Radio Nuevo Mundo y en programas de televisión como "5 Minutos Con" en Canal 9, y A esta hora se improvisa y Telenoche, de Canal 13.
Falleció en la tarde del 10 de junio de 1971 al caer desde el duodécimo piso de un edificio ubicado en la esquina de las calles Estado y Agustinas, en donde se encontraba realizando ejercicios en una barra ubicada en la terraza del Club Sportman.

## Obra selecta
- Mundt, Tito. (1965). Memorias de un reporter. Santiago: Orbe.
- _________ (1966). Guía humorística de Santiago. Santiago: Zig-Zag.
- _________ (1964). De Gaulle: el gran solitario. Santiago: Zig-Zag.
- _________ (1963). De Chile a China. Santiago de Chile: Zig-Zag.
- _________ (1965). Yo lo conocí: 204 personajes en busca de autor. Santiago: Zig-Zag.
- _________ (1969). Chile: una noticia. Santiago: Zig-Zag.
- _________ (1964). Las banderas olvidadas: Reportaje a una época apasionante. Santiago: Editorial Orbe.
- _________ (1966). Vengo de la próxima guerra. Santiago: Orbe.